# Гансо
Гансо (порт. Ganso, нар. 12 жовтня 1989, Ананіндеуа) — бразильський футболіст, півзахисник клубу «Флуміненсе».

## Клубна кар'єра
Вихованець юнацьких команд футбольних клубів «Пайсанду» (Белен) та «Сантус».
У дорослому футболі дебютував 2008 року виступами за «Сантус», кольори якого захищає й донині. За цей час допоміг своїй команді виграти Володар Кубок Бразилії, тричі поспіль Лігу Пауліста та Кубок Лібертадорес.
21 вересня 2012 року Гансо перейшов в клуб «Сан-Паулу» за 23,9 млн реалів (близько 11,7 млн доларів). За цю суму Сан-Паулу отримав 45 % прав на футболіста, усі інші права як і раніше належали інвестиційній компанії DIS. Півзахисник підписав контракт на 5 років і був куплений, щоб замінити Лукаса Моуру, що пішов в «Парі Сен-Жермен».

## Виступи за збірні
2009 року залучався до складу молодіжної збірної Бразилії, разом з якою брав участь у молодіжному чемпіонаті світу 2009 року, на якому дійшов зі збірною до фіналу. Всього на молодіжному рівні зіграв у 7 офіційних матчах, забив 1 гол.
2012 року захищав кольори олімпійської збірної Бразилії на Олімпійських іграх 2012 року у Лондоні.
10 серпня 2010 року в віці 20 років дебютував в офіційних матчах у складі національної збірної Бразилії в товариській грі зі збірною США, яка завершилася перемогою «пентакампеоне» з рахунком 2-0.
У складі збірної був учасником розіграшу Кубка Америки 2011 року в Аргентині.
Наразі провів у формі головної команди країни 8 матчів.

## Статистика виступів

### Статистика клубних виступів
Станом на 21 вересня 2012
| Сезон              | Команда            | Чемпіонат          | Чемпіонат | Чемпіонат | Національний кубок | Національний кубок | Національний кубок | Континентальні кубки | Континентальні кубки | Континентальні кубки | Інші змагання | Інші змагання | Інші змагання | Усього | Усього |
| Сезон              | Команда            | Ліга               | Ігор      | Голів     | Ліга               | Ігор               | Голів              | Ліга                 | Ігор                 | Голів                | Ліга          | Ігор          | Голів         | Ігор   | Голів  |
| ------------------ | ------------------ | ------------------ | --------- | --------- | ------------------ | ------------------ | ------------------ | -------------------- | -------------------- | -------------------- | ------------- | ------------- | ------------- | ------ | ------ |
| 2008               | «Сантус»           | ЛП+A               | 4+3       | 0         | —                  | —                  | —                  | КЛ                   | 0                    | 0                    | —             | —             | —             | 7      | 0      |
| 2009               | «Сантус»           | ЛП+A               | 11+31     | 2+8       | КБ                 | 4                  | 0                  | —                    | —                    | —                    | —             | —             | —             | 46     | 10     |
| 2010               | «Сантус»           | ЛП+A               | 20+11     | 11+0      | КБ                 | 10                 | 2                  | ПАК                  | 2                    | 0                    | —             | —             | —             | 43     | 13     |
| 2011               | «Сантус»           | ЛП+A               | 9+13      | 2+2       | —                  | —                  | —                  | КЛ                   | 6                    | 1                    | КЧС           | 2             | 0             | 30     | 5      |
| 2012               | «Сантус»           | ЛП+A               | 16+5      | 4+1       | —                  | —                  | —                  | КЛ                   | 13                   | 3                    | РПА           | 1             | 0             | 35     | 8      |
| Усього за «Сантус» | Усього за «Сантус» | Усього за «Сантус» | 123       | 30        |                    | 14                 | 2                  |                      | 21                   | 4                    |               | 3             | 0             | 161    | 36     |

### Статистика виступів за збірну
Станом на 30 березня 2012
| Дата       | Місто         | Господарі            | Результат             | Гості     | Турнір                          | Голи | Примітки |
| ---------- | ------------- | -------------------- | --------------------- | --------- | ------------------------------- | ---- | -------- |
| 10/08/2010 | Іст-Резерфорд | США                  | 0 – 2                 | Бразилія  | товариський матч                | -    | 89'      |
| 03/07/2011 | Ла-Плата      | Бразилія             | 0 – 0                 | Венесуела | Копа Америка 2011 - 1-й етап    | -    |          |
| 09/07/2011 | Кордова       | Бразилія             | 2 – 2                 | Парагвай  | Копа Америка 2011 - 1-й етап    | -    |          |
| 13/07/2011 | Кордова       | Бразилія             | 4 – 2                 | Еквадор   | Копа Америка 2011 - 1-й етап    | -    | 77'      |
| 17/07/2011 | Ла-Плата      | Бразилія             | 0 – 0 д.ч. (0-2 п.п.) | Парагвай  | Копа Америка 2011 - чвертьфінал | -    | 100'     |
| 10/08/2011 | Штутгарт      | Німеччина            | 3 – 2                 | Бразилія  | товариський матч                | -    | 69' 74'  |
| 05/09/2011 | Лондон        | Бразилія             | 1 – 0                 | Гана      | товариський матч                | -    | 10'      |
| 28/02/2012 | Санкт-Галлен  | Боснія і Герцеговина | 1 – 2                 | Бразилія  | товариський матч                | -    | 63'      |
| Усього     |               | Матчів               | 8                     |           | Голів                           | 0    |          |

## Досягнення

### Командні
- Переможець Ліги Пауліста:

«Сантус»: 2010, 2011, 2012
- Володар Кубка Бразилії:

«Сантус»: 2010
- Володар Кубка Лібертадорес:

«Сантус»: 2011
«Флуміненсе»: 2023
- Володар Рекопи Південної Америки:

«Сантус»: 2012
«Флуміненсе»: 2024
- Володар Південноамериканського кубка:

«Сан-Паулу»: 2012
- Переможець Ліги Каріока:

«Флуміненсе»: 2022, 2023

### Збірні
- Срібний олімпійський призер: 2012